# Carla Arocha
Carla Arocha (30 de octubre de 1961) es una artista venezolana reconocida por su trabajo basado en el minimalismo, el diseño y la abstracción geométrica.

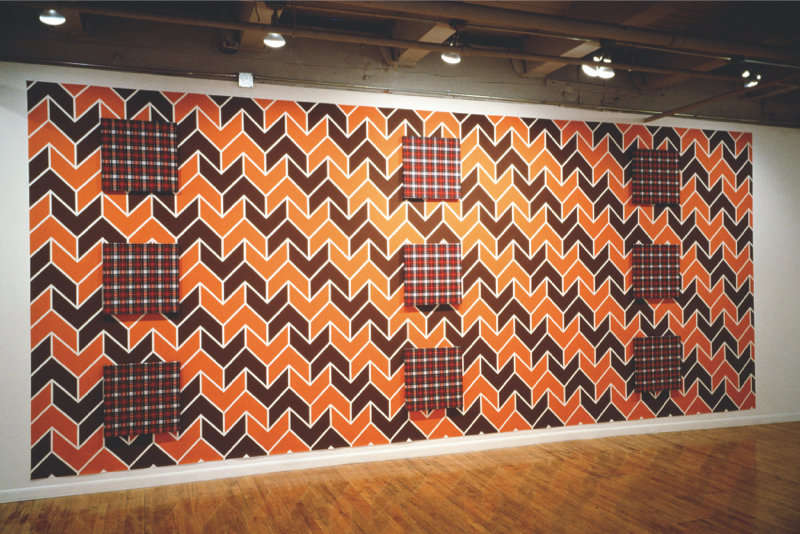
Carla Arocha, Entonces, 1994, Látex sobre muselina y franela estirada, (274 x 643 cm) 108 x 253 in.

## Trayectoria
Nacida en Venezuela (Caracas), Arocha creció en una familia de abogados cuya pasión por las humanidades y la cultura influyó fuertemente en su educación. Además, el rico legado de arte moderno y contemporáneo de su país de origen y la plétora de artistas como Jesús Rafael Soto, Carlos Cruz-Diez y Alejandro Otero, por nombrar sólo algunos, dejaron una profunda huella en la artista, quien quedó cautivada por el arquitectura y obras de arte públicas diseminadas por Caracas. En diciembre de 1979, Arocha se traslada a Chicago, donde estudia biología y arte y se casa con David Preiss. En 1995, un año después de graduarse en la Universidad de Illinois en Chicago, conoce al pintor belga Luc Tuymans mientras éste preparaba su primera exposición estadounidense en la  Renaissance Society de Chicago. En 1999, cuatro años después, Arocha se mudó a Bélgica y se casó con Tuymans. La pareja vive y trabaja desde entonces en Amberes.

Arocha obtuvo una Licenciatura en Ciencias en la Universidad Saint Xavier (SXU) en 1986. Tras formarse como bióloga cambió de rumbo para dedicarse a su pasión por el arte. Terminó la Licenciatura en Bellas Artes en el Instituto de Arte de Chicago (SAIC) en 1991 y la Maestría en Bellas Artes en la Universidad de Illinois en Chicago (UIC) en 1994.

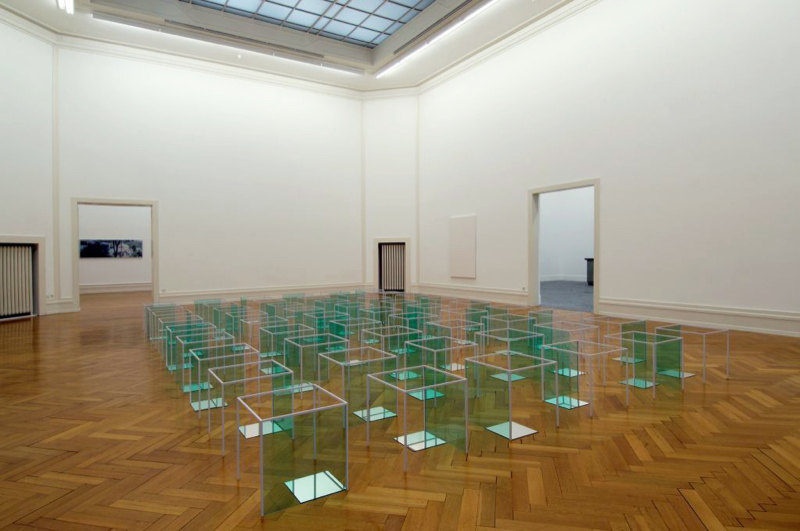
Carla Arocha, Tremor, 2006, Estructuras cúbicas, plexiglás y espejo, Colección Fondo Regional de Arte Contemporáneo de Borgoña, Dijon. Vista de instalación de la exposición Carla Arocha: Dirt, Kunsthalle Bern, en Berna, 2006.

Se dio a conocer por primera vez a mediados de los años 1990 con una serie de obras inspiradas en el arte, la moda y la biología. Por ejemplo, su dibujo Aqua Trace (1998) presenta la fusión visual de dos patrones distintos: manchas de leopardo y células sanguíneas. Realizados en un brillante tono aguamarina, los dos patrones convergentes recuerdan los estampados de animales que se encuentran en las telas. Aqua Trace se relaciona con una instalación de Arocha titulada Hide (1997) para el Museo de Arte Contemporáneo de Chicago, y que presentaba patrones con estampado de leopardo creados con plexiglás a modo de espejo. Los patrones de espejo de Perspex que componen Hide adornaron las paredes del Museo de Arte Contemporáneo de Chicago como un espectacular accesorio joya, con grupos de plástico reflectante brillando y balanceándose en la galería blanca.
A diferencia de sus nítidas y opulentas instalaciones de plexiglás y sus móviles cinéticos, las pinturas de Carla Arocha son planas y pálidas, aunque la constante preocupación de la artista por el ornamento se esconde debajo del marco mínimo. Por ejemplo, Arocha llenó el contorno de bordes duros de una vivienda sencilla con techo inclinado con bucles audaces y serpenteantes en House (1999). Dos grandes pinturas verticales sobre lienzo realizadas por la artista en 1999, tituladas Blind Folded y Flare, reflejan perfectamente la pasión del artista por los patrones, el glamour y lo superfluo. En estas piezas se combinan campos monocromáticos, puntos de camuflaje, rombos y patrones orgánicos. El talento de Carla Arocha para la extravagancia sólo se insinúa a través de cambios sutiles en el carácter reflectante de la pintura.
En 2006, Arocha empezó a trabajar en colaboración con Stéphane Schraenen. Desde entonces, el dúo de artistas Arocha & Schraenen continúa produciendo obras, intercambiando ideas y trabajos, antes de completar juntos las obras de arte finales.

## Exposiciones
Después de mudarse a Chicago, Arocha tuvo su primera exposición individual en un museo estadounidense en El Museo del Barrio de Nueva York en 1996. En 1997, Arocha exhibió su trabajo por primera vez en una galería en la Rhona Hoffman Gallery de Chicago.De septiembre de 1997 a marzo de 1998, el Museo de Arte Bloomfield Hills Cranbrook (Michigan) organizó la exposición Carla Preiss: Somewhere de Arocha. En 1997, cuando el Museo de Arte Contemporáneo de Chicago encargó un proyecto individual para su vestíbulo de entrada principal, Carla Arocha produjo una pieza formada por grupos de patrones con estampado de leopardo creados con plexiglás espejado que se pueden reconfigurar en cada instalación. En 2001-2002, Arocha creó una nueva obra de arte titulada Rover para las ventanas de los cafés del MCA en el contexto de la instalación Hide, que entonces ya formaba parte de la Colección MCA.
En Europa, el trabajo de Arocha ha sido mostrado en exposiciones individuales en diversas instituciones de renombre, incluyendo el Museo van Hedendaagse Kunst de Amberes (MuHKA) en 2005-2006, y el Fonds régional d'arte contemporain d'Auvergne, Clermont-Ferrand en 2006. En 2006, expuso en el Kunsthalle de Berna (Suiza) organizó la primera gran retrospectiva de Arocha en Europa: Carla Arocha: Dirt que se expuso de abril a mayo. Comisariada por el entonces director del Kunsthalle de Berna, Philippe Pirotte, y Jesús Fuenmayor en estrecha colaboración con la artista, esta gran retrospectiva arrojó luz sobre las diversas facetas de su obra. Con motivo de esta exposición, Carla Arocha pidió a Stéphane Schraenen que realizara una serie de obras de arte. Este intercambio de ideas marcaría el punto de partida de una colaboración de largo plazo que continúa hoy en día.
Desde 2006, las piezas resultantes de la colaboración de Arocha con Stéphane Schraenen se exhiben bajo el nombre de Carla Arocha & Stéphane Schraenen en museos como la  Colección Wallace de Londres (2011), el Centro de Arte Contemporáneo de Caja de Burgos (CAB) en España (2012), la Künstlerhaus Bethaniën de Berlín (2012), y Cultuurcentrum de Mechelen en Bélgica, (2014).

### Exposiciones individuales (selección)
- Carla Arocha: Chris (en colaboración con Stéphane Schraenen) en Fonds régional d'art contemporain Auvergne, Clermont-Ferrand, 2006[8]
- Carla Arocha (en colaboración con Stéphane Schraenen) en Koraalberg, Amberes, 2006
- Dirt (Suciedad) en Kunsthalle Bern, Berna, 2006 [9]
- Smoke (Humo) en Galería OMR, Ciudad de México, 2004
- Por casualidad en Monique Meloche Gallery, Chicago, 2003
- Rover en las exposiciones Objectif, Amberes, 2002
- Subterráneo en Monique Meloche Gallery, Chicago, 2001
- Cremallera en la Galería Dorothée De Pauw, Bruselas, 2000
- Hover: Nuevo trabajo en Kavi Gupta Gallery (anteriormente Vedanta Gallery), Chicago, 1999
- En algún lugar, en el Museo de Arte Cranbrook, Blomfield Hills, 1998
- Hide & Rover en MCA Museum of Contemporary Art, Chicago, 1997 y 2001-2002
- Puerta en Hermetic Gallery, Milwaukee, 1997
- Carla Preiss: nueva obra en Rhona Hoffman Gallery, Chicago, 1996-1997
- Retrato: una instalación de sitio específico de Carla Preiss en El Museo del Barrio, Nueva York, 1996

## Colecciones
La obra de Arocha forma parte de varias colecciones públicas de varios museos de Estados Unidos, Europa y Sudamérica, incluido el MoMA de Nueva York, Museo de Arte Contemporáneo de Chicago,el Instituto de Arte de Chicago , Museo de Arte Contemporáneo de Amberes, Kunsthalle de Berna en Suiza; el Fondo Regional de Arte Contemporáneo de Auvernia, Clermont-Ferrand,la Fundación Banco Mercantil, Caracas, y el Museo de Arte de Boca Ratón, en Florida, Estados Unidos.

## Publicaciones
- Arocha, Carla, Schraenen, Stéphane y Mayte, Kate Christina (2014). Persiana: Carla Arocha - Stéphane Schraenen: Cultuurcentrum Mechelen. Amberes, Bélgica: Ludion.
- Fuemayor, Jesús. (2016). Flujo Disperso / Blurry Flux: Carla Arocha & Stéphane Schraenen Colección Mercantil. Caracas: Mercantil Arte y Cultura AC
- Pratt, Ken, Helen Anne Molesworth, Irmgard Hölscher, Katharina Pencz, Magda Walicka, Carla Arocha y Stéphane Schraenen. (2013). ¿Ahora que? Carla Arocha - Stéphane Schraenen. Después: Carla Arocha y Stéphane Schraenen. Burgos: Obra Social de la Caja de Burgos.